# Lindia janickii
Lindia janickii is een raderdiertjessoort uit de familie Lindiidae. De wetenschappelijke naam van deze soort is voor het eerst geldig gepubliceerd in 1934 door Wiszniewski.